# Henryk III Dostojny
Henryk III Dostojny (ur. ok. 1215; zm. 15 lutego 1288 w Dreźnie) – od 1221 jako Henryk III margrabia Marchii Miśnieńskiej i jako Henryk IV margrabia Marchii Łużyckiej z dynastii Wettynów, landgraf Turyngii i palatyn Saksonii.

## Życiorys
Henryk był młodszym synem margrabiego Dytryka I i Juty z Turyngii. Po śmierci ojca znalazł się pod opieką wuja landgrafa Turyngii Ludwika IV, a po jego śmierci w 1227 księcia saskiego Albrechta I.
Już w 1230 został uznany za pełnoletniego i w 1234 ożenił się z Konstancją, córką księcia austriackiego Leopolda VI Sławnego. Z tego małżeństwa pochodziło dwóch synów: Albrecht i Dytryk.
W 1237 wziął udział w krucjacie przeciw Prusom. Wkrótce popadł w konflikt z margrabiami brandenburskimi Janem I i Ottonem III o tereny na wschód od Berlina. W 1245 po sześcioletniej wojnie musiał z nich zrezygnować. Udało mu się jedynie zyskać teren wokół Szydłowa, na którym założył miasto Fürstenberg.
W czasie walk między cesarstwem a papiestwem stanął po stronie władcy Niemiec. W zamian za poparcie cesarz Fryderyk II w 1242 przyznał mu prawo do Turyngii i Saksonii, a w 1243 zaręczył swoją córkę Małgorzatę z synem Henryka Albrechtem Wyrodnym.
Dopiero po wycofaniu się króla Konrada IV z Niemiec uznał władzę Wilhelma z Holandii. Po śmierci antykróla Henryka Raspe w 1247 Henryk Dostojny walczył o Turyngię z Zofią Brabancką, córką Ludwika IV Świętego i małżonką Henryka II brabanckiego oraz z hrabią Zygfrydem anhalckim. W wyniku wojny Henryk Dostojny musiał oddać Hesję synowi Zofii Henrykowi I. Zdołał natomiast zatrzymać Turyngię i palatynat saski, które otrzymał jego syn Albrecht II Wyrodny.
Po śmierci Konstancji Henryk Dostojny ożenił się w 1244 z Agnieszką, córką króla Czech Wacława I i Kunegundy Hohenstauf. Małżeństwo było bezdzietne. Jego trzecią żoną była córka ministeriała Elżbieta Maltitz. Z tego związku pochodzili synowie: Fryderyk Mały i Herman Długi.

## Literatura
- Allgemeine Deutsche Biographie, Bd. 11, Leipzig 1880, s. 544-546.
- Jörg Rogge, Die Wettiner. Aufstieg einer Dynastie im Mittelalter, Ostfildern 2005
- Friedrich Wilhelm Tittmann, Geschichte Heinrichs des Erlauchten, Leipzig 1845-1846, 2 Bände.